# 24292 Susanragan
24292 Susanragan este un asteroid din centura principală de asteroizi.

## Descriere
24292 Susanragan este un asteroid din centura principală de asteroizi. A fost descoperit pe 12 decembrie 1999 la Socorro, New Mexico, în cadrul proiectului LINEAR. Asteroidul prezintă o orbită caracterizată de o semiaxă mare de 3,09 ua, o excentricitate de 0,05 și o înclinație de 5,8° în raport cu ecliptica.